# Nyamuswaga (vattendrag i Ngozi)
Nyamuswaga är ett vattendrag i Burundi.   Det ligger i provinsen Ngozi, i den norra delen av landet, 80 km nordost om huvudstaden Bujumbura.
Omgivningarna runt Nyamuswaga är en mosaik av jordbruksmark och naturlig växtlighet. Runt Nyamuswaga är det tätbefolkat, med 442 invånare per kvadratkilometer.